# Interstate 710
Pour les articles homonymes, voir Route 710.
L'interstate 710 est une autoroute inter-États de la Californie, traversant Los Angeles, deuxième plus grande ville des États-Unis. Elle part de Long Beach (Navy rd) pour se rendre jusqu'à Alhambra (Valley rd).

## Historique

### 1930 - 1965
La Legislative Route 167 fut désignée en 1933 comme l'itinéraire allante San Pedro à Long Beach vers l'est puis obliquant vers le nord et Monterey Park. Une extension au nord fut ajoutée en 1947 jusqu'à Pasadena. La partie de la Legislative Route 167 allant de la Pacific Coast Highway, à Long Beach, à Garvey Avenue (aujourd'hui remplacée par I'I-10) à Monterey Park fut nommée State Route 15. Le parcours original courait le long de Los Robles Avenue dans Pasadena puis longeait Atlantic Boulevard. Une autoroute de substitution à la SR 15/LR 167 fut construite par morceaux entre 1953 et 1965. La majeure partie de la LR 167, incluant les extensions vers San Pedro et Pasadena, fut renommée State Route 7 en 1964, après avoir été dépourvue de la partie constituant aujourd'hui la San Diego Freeway. En 1965 elle fut également tronquée au profit de la State Route 1 à Long Beach ; la partie allant de la SR 1 à la SR 47 fut supprimée, et le reste devint une partie de la SR 47 jusqu'à l'Interstate 110.

### Depuis 1965
La Long Beach Freeway fut approuvée comme autoroute non-payante par la FHWA en septembre 1983, et le 30 mai 1984, le AASHTO entérina le changement de nom de la SR 7, devenue Interstate 710. En octobre 1984, la FHWA lança également une extension de 2,3 kilomètres depuis la SR 1 à Ocean Boulevard. Le court tunnel dans Pasadena fut construit en 1975, en même temps que les sections adjacentes de l'I-210 et de la SR 134.
L'extension projetée dès 1984 fut prise en charge par la Californie le 25 août 2000, en échangeant avec la ville de Long Beach la gestion de la SR 103 au nord de la SR 1. En 2013, Caltrans intégra la partie allant de la SR 47 à Ocean Boulevard, passant notamment sur le pont Gerald Desmond, comme une partie de la Route 710. Caltrans et le Port de Long Beach projettent de remplacer ce pont dès 2016.

## Description de la route

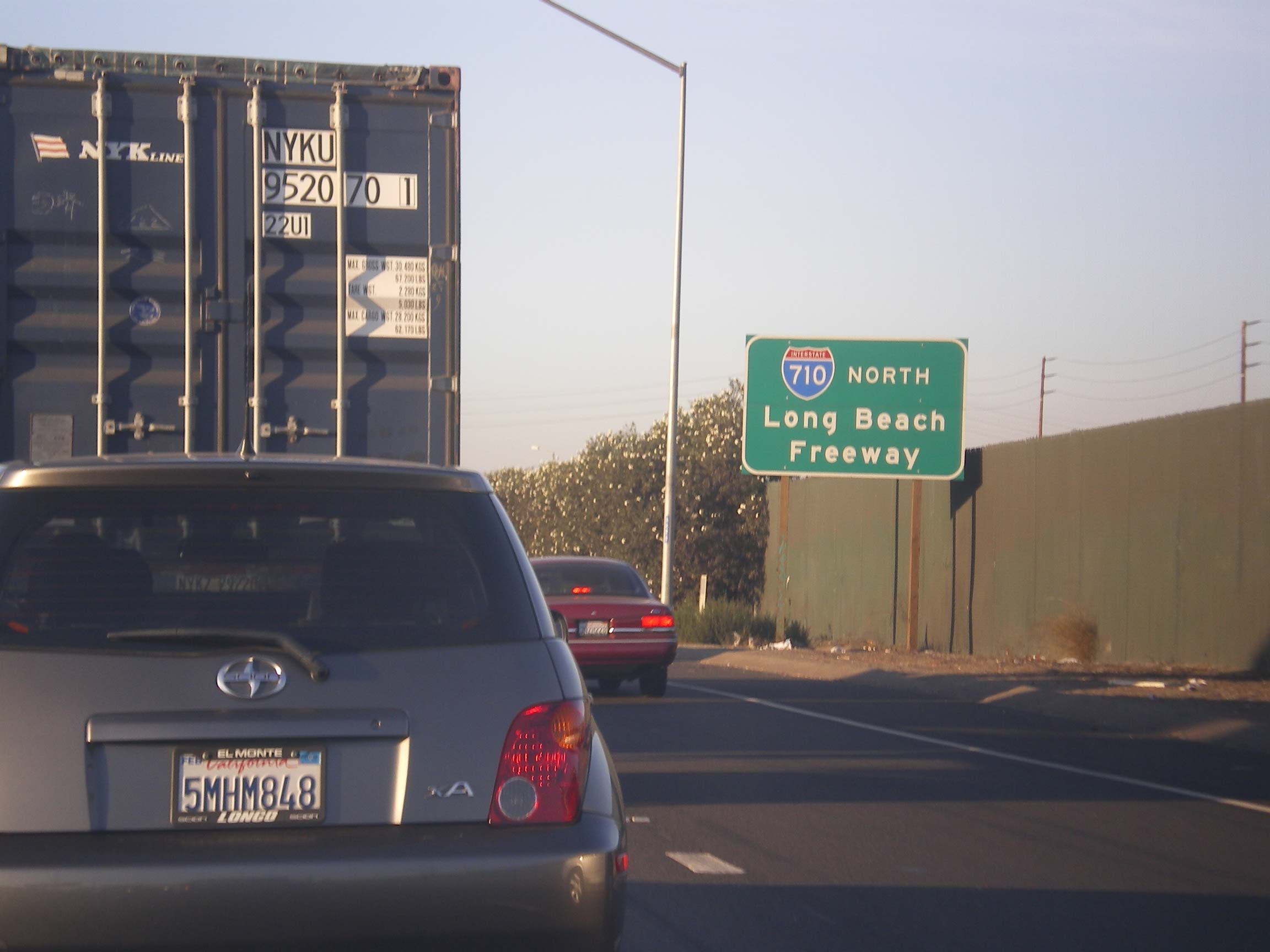
Le début de la Long Beach freeway à sa jonction avec la California route 1 (sortie 2) à Long Beach.

La section 622 du California Streets and Highways Code définit la Route 710 comme l'itinéraire allant "de la route 1 à la route 210 dans Pasadena." La section 622.1 modifie cette définition : "la Route 710 inclut également la portion autoroutière située entre la Route 1 et le terminus nord de Harbor Scenic Drive, la portion allant de Harbor Scenic Drive à Ocean Boulevard, la partie d'Ocean Boulevard W allant du carrefour avec Harbor Scenic Drive à la jonction avec Seaside Boulevard et la portion de Seaside Boulevard allant de cette jonction à la Route 47."

Le terminus sud de l'autoroute actuellement signalée comme Interstate 710 se trouve sur Ocean Boulevard à Long Beach. De là, la Long Beach Freeway suit le cours de la Los Angeles River jusqu'à Atlantic Boulevard, dans la ville de Bell. La 710 oblique ensuite vers le nord, passant à l'est de Downtown Los Angeles, jusqu'à son terminus actuel, sur Valley Boulevard (juste au nord de l'Interstate 10) dans les quartiers angelins d'Alhambra et d'El Sereno.

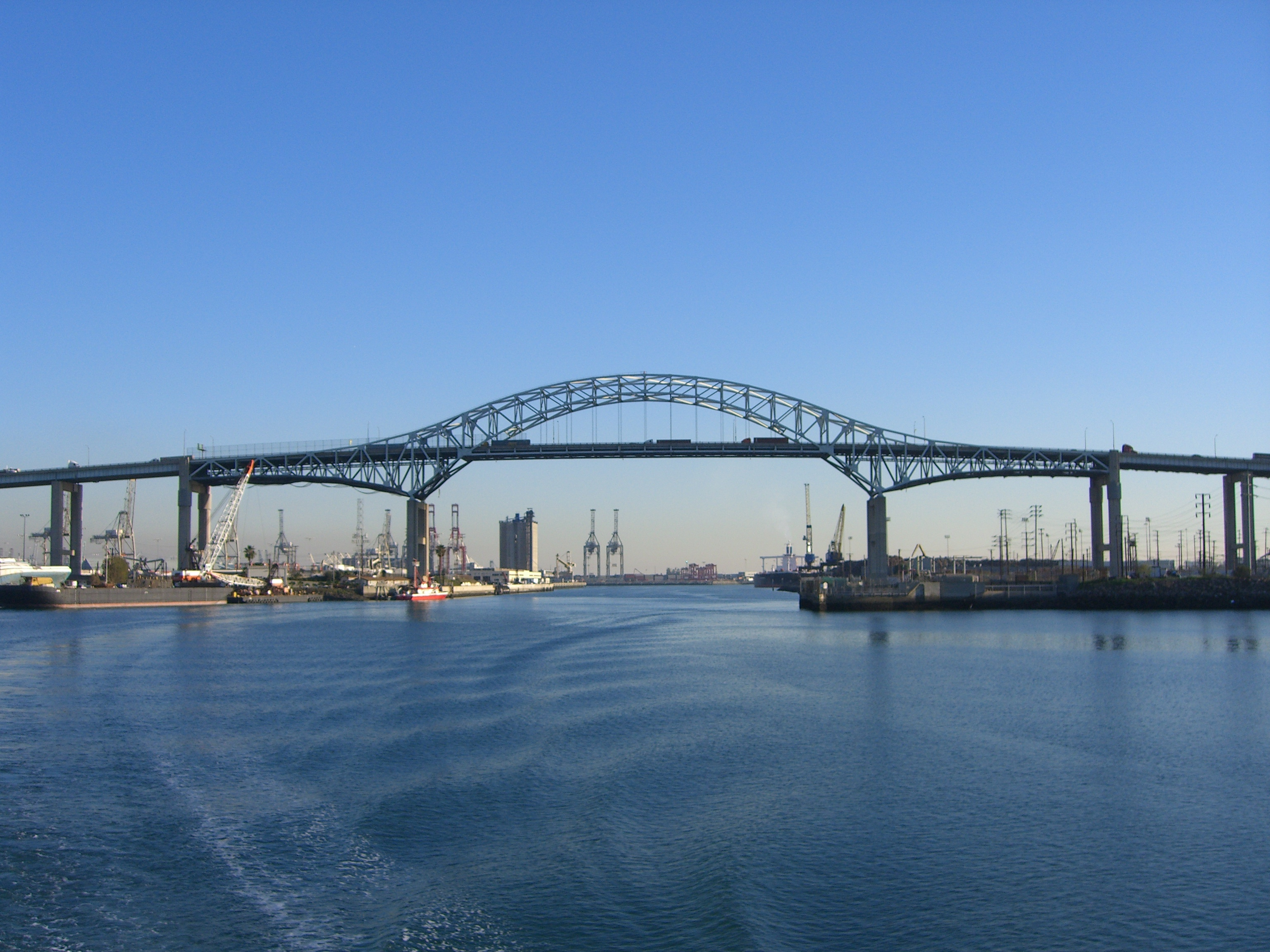
Le pont Gerald Desmond au-dessus de la Los Angeles River, dans la zone industrielle de Long Beach.

Près de son terminus sud, l'I-710 se divise en trois branches. La première antenne se sépare du tronc principal au niveau de l'échangeur avec la 9e Rue, obliquant vers la gauche en traversant la Los Angeles River et devenant West Shoreline Drive puis conduisant jusque dans le centre de Long Beach, passant notamment devant l'Aquarium du Pacifique et le Long Beach Convention Center. Pendant ce temps, le tronc principal continue vers le sud sous le nom de Seaside Freeway tout en conservant la désignation d'I-710, jusqu'à l'échangeur avec Ocean Boulevard, où des bretelles vers Ocean Boulevard W portent elles aussi les noms de Seaside Freeway et I-710 jusqu'à ce qu'elles atteignent le pont Gerald Desmond. L'autoroute principale poursuit elle son chemin vers le sud sous le nom de Harbor Scenic Drive jusqu'aux quais est du port de Long Beach, abritant notamment le Queen Mary. De nos jours, la dénomination I-710 s'arrête au niveau de l'échangeur avec la SR 47, bien que l'autoroute actuelle se poursuive sous le nom de Seaside Freeway par un pont jusqu'au pont Vincent Thomas.
Une partie de la 710 dans Pasadena est construite aux standards autoroutiers, allant de California Boulevard à l'Interstate 210. Cependant le statut de cette route reste indéfini, elle est désignée comme étant une sortie de la 210.

## Liste des sorties
| Interstate 10                             |                                 |                                       |                                                     |        |                                                                            | |
| Comté                                     | Municipalité                    | mi                                    | km                                                  | Sortie | Intersections / Destinations                                               | Notes |
| Los Angeles                               | Long Beach                      |                                       |                                                     |        | SR 47 (en) sud – San Pedro                                                 | Terminus sud de l'I-710 |
| Los Angeles                               | Long Beach                      |                                       | SR 47 (en) nord vers SR 103 (en) nord – Quais A S-T |        |                                                                            | |
| Los Angeles                               | Long Beach                      |                                       |                                                     |        | Pier T Avenue – Quais S T                                                  | Entrée direction nord seulement; sortie direction sud via la sortie pour SR 47                                                                          |
| Los Angeles                               | Long Beach                      | Pont Long Beach International Gateway |                                                     |        |                                                                            | |
| Los Angeles                               | Long Beach                      |                                       |                                                     |        | Pico Avenue, Centre-ville de Long Beach, Quais A-J                         | Sortie direction nord, entrée direction sud |
| Los Angeles                               | Long Beach                      | 4,96                                  | 7,98                                                |        | Port de Long Beach, Quais A-J                                              | Sortie direction nord, entrée direction sud |
| Los Angeles                               | Long Beach                      | 5,46                                  | 8,78                                                | 1A     | Queen Mary (Harbor Scenic Drive) – Quais F-J                               | Sortie direction sud, entrée direction nord |
| Los Angeles                               | Long Beach                      | 5,98                                  | 9,62                                                | 1B     | Pico Avenue – Quais B-E                                                    | Sortie direction sud, entrée direction nord |
| Los Angeles                               | Long Beach                      | 6,06                                  | 9,75                                                | 1C     | Centre-ville de Long Beach, Aquarium (Long Beach Freeway, Shoreline Drive) | Sortie à gauche direction sud, entrée direction nord |
| Los Angeles                               | Long Beach                      | 6,38                                  | 10,28                                               | 1D     | Anaheim Street                                                             | Indiqué sortie 1 en direction nord |
| Los Angeles                               | Long Beach                      | 6,88                                  | 11,07                                               | 2      | SR 1 (Pacific Coast Highway) – Huntington Beach, Santa Monica              | Ancienne US 101 |
| Los Angeles                               | Long Beach                      | 7,89                                  | 12,70                                               | 3      | Willow Street                                                              | Indiqué sortie 3A (est) et 3B (ouest) |
| Los Angeles                               | Long Beach                      | 9,07                                  | 14,60                                               | 4      | Wardlow Road                                                               | Sortie direction sud, entrée direction nord |
| Los Angeles                               | Long Beach                      | 9,41                                  | 15,14                                               | 4      | I-405 (San Diego Freeway) – San Diego, Santa Monica                        | Ancienne SR 7; sortie 32A-B de l'I-405 |
| Los Angeles                               | Long Beach                      | 10,82                                 | 17,41                                               | 6      | Del Amo Boulevard                                                          | Indiqué sortie 6A (est) et 6B (ouest) en direction nord                                                                                                 |
| Los Angeles                               | Long Beach                      | 12,01                                 | 19,33                                               | 7      | Long Beach Boulevard                                                       | Indiqué sortie 7A (sud) et 7B (nord) en direction sud                                                                                                   |
| Los Angeles                               | Long Beach                      | 12,89                                 | 20,74                                               | 8A     | Artesia Boulevard                                                          | Sortie direction nord, entrée direction sud |
| Los Angeles                               | Long Beach                      | 12,97                                 | 20,87                                               | 8      | SR 91 (en) (Artesia Freeway, Gardena Freeway) – Riverside, Redondo Beach   | Indiqué sortie 8A (est) et 8B (ouest) en direction nord et inversement en direction sud; sortie 12A-B de SR 91 en direction est, 12A en direction ouest |
| Los Angeles                               | Compton                         | 13,95                                 | 22,45                                               | 9      | Alondra Boulevard – Compton                                                | Indiqué sortie 9A (est) et 9B (ouest) en direction sud                                                                                                  |
| Los Angeles                               | Paramount                       | 14,98                                 | 24,11                                               | 10     | Rosecrans Avenue                                                           | |
| Los Angeles                               | Lynwood                         | 15,69                                 | 25,25                                               | 11A    | I-105 (Century Freeway) – Norwalk, El Segundo                              | Indiqué sortie 11 en direction nord; sortie 13 de l'I-105                                                                                               |
| Los Angeles                               | Lynwood                         |                                       |                                                     | 11B    | Martin Luther King Jr. Boulevard                                           | Sortie direction sud, entrée direction nord; anciennement Century Boulevard                                                                             |
| Los Angeles                               | South Gate                      | 16,99                                 | 27,34                                               | 12     | Imperial Highway – Lynwood                                                 | Indiqué sortie 12A (est) et 12B (ouest) en direction sud; ancienne SR 90                                                                                |
| Los Angeles                               | South Gate                      | 18,44                                 | 29,68                                               | 13     | Firestone Boulevard                                                        | |
| Los Angeles                               | Bell                            | 19,73                                 | 31,75                                               | 15     | Florence Avenue – Bell                                                     | |
| Los Angeles                               | Bell                            | 21,92                                 | 35,28                                               | 17A    | Atlantic Boulevard, Bandini Boulevard                                      | Indiqué sortie 17A (nord/est) et 17B (sud/ouest) en direction nord                                                                                      |
| Los Angeles                               | Commerce                        | 22,45                                 | 36,13                                               | 17B    | Washington Boulevard – Commerce                                            | Indiqué sortie 17C en direction nord |
| Los Angeles                               | Commerce                        | 23,28                                 | 37,47                                               | 18A    | I-5 nord (Santa Ana Freeway) – Los Angeles                                 | Sortie direction nord, entrée direction sud; sortie 130B de l'I-5 sud                                                                                   |
| Los Angeles                               | Commerce                        | 23,28                                 | 37,47                                               | 18     | I-5 sud (Santa Ana Freeway) – Santa Ana                                    | Sortie direction sud, entrée direction nord; sortie 130C de l'I-5 nord                                                                                  |
| Los Angeles                               | East Los Angeles                | 23,77                                 | 38,25                                               | 19     | Whittier Boulevard, Olympic Boulevard                                      | Indiqué sortie 18B en direction nord |
| Los Angeles                               | East Los Angeles                | 24,47                                 | 39,38                                               | 20A    | 3rd Street                                                                 | Indiqué sortie 20B en direction nord |
| Los Angeles                               | East Los Angeles                | 24,63                                 | 39,64                                               | 20B    | SR 60 (en) (Pomona Freeway) – Pomona, Los Angeles                          | |
| Los Angeles                               | East Los Angeles                | 24,97                                 | 40,19                                               | 20C    | Cesar Chavez Avenue                                                        | Anciennement Brooklyn Avenue |
| Los Angeles                               | Monterey Park                   | 26,38                                 | 42,45                                               | 21     | Ramona Boulevard                                                           | Sortie direction nord, entrée direction sud; ancienne US 99                                                                                             |
| Los Angeles                               | Limite Monterey Park – Alhambra | 26,50                                 | 42,65                                               | 22     | I-10 (San Bernardino Freeway) – Los Angeles, San Bernardino, Pasadena      | Indiqué sortie 22A (ouest) et 22B (est) en direction sud; sortie 21 de l'I-10                                                                           |
| Los Angeles                               | Limite Alhambra – Los Angeles   | 27,48                                 | 44,22                                               | 23     | Valley Boulevard                                                           | Intersection à niveau; ancienne US 60; terminus nord de l'I-710                                                                                         |
| Coupure dans la route                     |                                 |                                       |                                                     |        |                                                                            | |
| Los Angeles                               | Pasadena                        | 30,95                                 | 49,81                                               |        | Columbia Street                                                            | Intersection à niveau; terminus sud de l'I-710 (non-indiquée)                                                                                           |
| Los Angeles                               | Pasadena                        | 31,76                                 | 51,11                                               |        | California Boulevard                                                       | Intersection à niveau |
| Los Angeles                               | Pasadena                        | Terminus sud de l'autoroute           |                                                     |        |                                                                            | |
| Los Angeles                               | Pasadena                        | 32,11                                 | 51,68                                               |        | Del Mar Boulevard                                                          | Sortie direction sud, entrée direction nord |
| Los Angeles                               | Pasadena                        | 32,45                                 | 52,22                                               |        | Colorado Boulevard – Pasadena                                              | Sortie direction sud, entrée direction nord |
| Los Angeles                               | Pasadena                        | 32,72                                 | 52,66                                               |        | SR 134 (en) ouest (Ventura Freeway) – Ventura                              | Sortie direction nord, entrée direction sud; sortie 13B de SR 134                                                                                       |
| Los Angeles                               | Pasadena                        | 32,72                                 | 52,66                                               |        | I-210 (Foothill Freeway) – San Fernando, San Bernardino                    | Sortie direction nord, entrée direction sud; sortie 25A de l'I-210; terminus nord de SR 710 (non-indiqué)                                               |
| - Terminus de multiplex - Accès incomplet |                                 |                                       |                                                     |        |                                                                            | |